# 街裏ぴんく
街裏ぴんく（まちうらぴんく、1985年〈昭和60年〉2月6日 - ）は、トゥインクル・コーポレーションに所属する日本のお笑い芸人である。本名は島谷 洋平（しまたに ようへい）。R-1グランプリ2024王者。

## 経歴

### 幼少期から漫談家デビュー前
幼少期は食も細く引っ込み思案で友人も少なかった。家では1人で人形遊びをしていたという。小学4年生のお楽しみ会で藤井隆のギャグを披露し一気にお笑い担当に躍り出る。
2000年、上宮太子中学校卒業。
高校2年で後に漫才の相方となる友人(現・Young Yujiro ）に出会い、その友人の勧めでR&Bのクラブシンガーとして活動。MCにてすでに漫談を披露していた。
2003年、上宮太子高等学校卒業。
2004年、神戸学院大学在学中に漫才コンビ「裏ブラウン」を結成。初舞台は吉本興業のオーディションで、結成2年目の2005年にかわら長介主宰の「魁塾」へ入塾して2期生として卒業する。塾生の中で裏ブラウンだけが芸人だった。結成3年でコンビを解散する。

### 漫談家デビュー後
2007年、「街裏ぴんく」名義で漫談芸を中心にフリーのピン芸人として活動を開始する。芸名はコンビ時代の「裏ブラウン」を引き継いだもの。いかつい風貌とのギャップを狙い、いかつくない色として「ピンク」を選ぶが、「裏ぴんく」はいかがわしすぎるため「街」をつけた。松竹芸能にスカウトされ、1年弱の間所属するが、吉本新喜劇の座員を目指すため退所。新喜劇オーディション最終選考まで残るも落選する。島木譲二に弟子入りを志願するが叶わなかった。
2012年に上京。浅草リトルシアターを中心に修行を積む。オフィス北野、タイタンなどの事務所への所属を模索するも叶わず、悪役俳優事務所高倉組と、オフィスCaffeineを経て、2014年5月よりトゥインクル・コーポレーションに所属。
2017年8月、深夜ラジオ番組『JUNK 爆笑問題カーボーイ』（TBSラジオ）の第2回地下芸人まつりで優勝。
2019年、『R-1ぐらんぷり』準決勝進出。
2019年6月2日からRadiotalkで「UチューダイセンSO」を始める。2020年10月11日に「ラジオ・イノシシ」、2023年10月6日に「さっきまで寝てました！」それぞれ改題した。
2019年10月、事務所ライブ「第7回トゥインクル1グランプリ」で優勝。
『M-1グランプリ2021』でインタビューマン山下（元ジャリズム）とユニット「山下ぴんく」として3回戦進出。
2022年2月20日に開催された『R-1グランプリ』の出場資格がない芸歴11年目以上の芸人のお笑いグランプリ『Be-1グランプリ』で優勝。
2024年3月9日 、この年から芸歴制限が撤廃された『R-1グランプリ』に初の決勝進出。ファーストステージは471点を獲得して2位でファイナルステージ進出。ファイナルステージでは、審査員の陣内智則、バカリズムに連続で吉住へ票を入れられるもその後の小籔千豊、野田クリスタル（マヂカルラブリー）、ハリウッドザコシショウから連続で票を入れられ優勝。
2024年10月〜12月 自身初となる全国ツアーを開催。
※経歴についてはPodcast『虚史平成』および『虚史平成(2024年12月初版、CDジャーナル刊)』の情報が正しいという説もある。

## 芸風
体験談という体で奇妙な設定・ファンタジックなストーリーを語る漫談を専門とする。本人曰く「地に足のついたファンタジー漫談」、「架空漫談」。
当初はフリップ、キレ芸、実際の出来事をベースにしたぼやき漫談をおもに扱ったが、2014年に代表作の一つとなる「ホイップクリーム」が評価され、ファンタジー漫談を追求する決意をした。「日常からだんだん脱線していくというか、気づいたらズレてしまったような世界観にゾクゾクする」と述べている。
2019年1月準決勝進出した『R-1グランプリ』以降「ウソ」と大きく書かれたTシャツも舞台衣装にしたが、基本はスーツに蝶ネクタイのスタイル。『R-1グランプリ2024』でも着用したピンクのスーツは事務所先輩のやついいちろう（エレキコミック）からの提案で、ラーメンズの衣装も担当したデザイナーによるもの。詳しい経緯は漫談「親布」で語っている。
「ドリーミンドリーミン」「うどん気持ちいい」「マイネームイズおっぱい」といったギャグフレーズも持つ。

## 人物
- 身長:178cm、体重:110kg、スリーサイズ:B129cm・W129cm・H112cm）[1]
- 趣味は中高年観察、アホソング作り[1]。高校時代からヒップホップ観賞[33]に没頭し、バラエティ番組『フリースタイルティーチャー』（テレビ朝日）でラップバトルも披露している。
- 特技は甘い歌声、街で絡まれない[1]。
- 嫌いなジーンズはベルボトム[1]。
- 尊敬する人は中田ダイマル・ラケット[1]。
- 売れていない時代から親交が深かった駒場孝（ミルクボーイ）が「こんなネタをやってるやつが結婚しているってのがおもろいから、左手薬指に結婚指輪をしながらネタをしてはどうか」と助言してくれたものの躊躇していたが、Rｰ1決勝に行った時点で母から「力をもらえ」と譲り受けた祖父の形見の指輪を右手薬指にはめてネタをするようになった。
- 中田ダイマル・ラケット、ダウンタウンのウソネタ（『ダウンタウンのガキの使いやあらへんで!』のハガキトーク）がきっかけでファンタジー漫才にハマった[34][14]。
- 全ての有名人を街中で目撃し、目撃談を話す[1]。
- 平成に起こった出来事をたまたま全て目撃している[35]。
- 甘いものが好き[36]。
- 木村拓哉のファン。
- 2023年2月から使用されているAマッソの宣材写真に写り込んでいない[37]。
- YouTubeでの漫談生配信で「亡くなった志村けんさんに再会した」のネタを披露し、自身が作り上げた虚構の世界に入り込み感極まって号泣した[38][39]。
- ネットラジオGERA『スーパー3助・みなみかわ 伝家の宝刀抜かせんなラジオ』[40]で涙脆く実直な性格が話題となり、その後本人不在のまま『街裏ぴんく目撃情報』というコーナーが作られた。
- 好きなご当地キャラは「みきゃん」。
- 漫談をやってみたいシチュエーションはイルカショー。

## ライブ（舞台）

### 漫談独演会・漫談ライブ
- 街裏ぴんく独演会 第一回『これを許したからには 全て許さなければ』 - 2010年2月6日　道頓堀中座くいだおれビル４階 100人劇場
- 第弐回街裏ぴんく独演会『これを許したからには、全て許さなければ』 - 2010年9月24日　道頓堀ZAZA HOUSE
- 第参回街裏ぴんく独演会『これを許したからには、全て許さなければ』 - 2011年6月27日　道頓堀ZAZA HOUSE
- 『20の先に有る不確かな200000000～ショート漫談20本にお付き合いを～』- 2014年 4月1日、5月1日、6月4日、7月7日、8月10日、9月11日、10月9日、11月13日、12月21日、1月24日板橋cafe&barマーキー、12月のみ阿佐ヶ谷OIL CITY
- 『20の先に有る不確かな200000000 premium 街裏ぴんくの労をねぎらうファンの集い ～船上からこんにちは！～』 - 2015年2月20日  集合場所ららぽーと豊洲 船着場集合
- 第一回[注 2] 街裏ぴんく独演会『階段ぶっ壊したみたいな大嘘』 - 2015年1月16日(土)　プーク人形劇場[41]
- 街裏ぴんくの「お醤油」1〜7 - 2016年8月20日、9月17日、10月22日、11月25日、2017年2月25日、3月31日、4月30日　CHARA DE asagaya
- 第二回 街裏ぴんく独演会『漫談』 - 2017年11月4日　座・高円寺2[42]／11月22日追加公演　劇場HOPE

- 第三回街裏ぴんく漫談独演会『AKAGO』 - 2018年3月22日　渋谷区文化総合センター 大和田伝承ホール[43]
- 第四回 街裏ぴんく漫談独演会 『武蔵野公会堂』- 2018年6月28日　武蔵野公会堂[44]
- 第五回 街裏ぴんく漫談独演会 『こいつ実は』- 2018年9月21日　ムーブ町屋ムーブホール／9月24日　道頓堀ZAZA HOUSE[45]
- 街裏ぴんく漫談独演会スペシャル 『小野寺美雨 告別式』- 2018年12月27日　牛込箪笥区民ホール[46]
- 街裏ぴんくの新作漫談会『七三ファットマン』vol.1〜7 - 2019年4月12日、5月20日、6月24日、7月29日、8月26日、9月30日、10月28日　新宿バッシュ!!
- 街裏ぴんくの女性専用漫談会『HARLEM』 - 2019年8月16日　新宿バッシュ!!
- 第六回 街裏ぴんく漫談独演会 『街裏ぴんく』 -  2019年12月18日  座・高円寺2
- 『Rがままに』〜街裏ぴんくがショート漫談を連発する会〜 - 2020年1月20日　新宿バティオス
- 第七回 街裏ぴんく漫談独演会 『救世主』 -  2020年9月1日  座・高円寺2[47] ( キュウ単独公演『ヒーローは遅れて飛んでくる』との遠隔ツーマン[48])
- 街裏ぴんくの漫談ショー2020『コリズニヤッテル』-  2020年10月17日 渋谷区文化総合センター大和田 伝承ホール[49][50]／10月31日 サンケイホールブリーゼ[51][52]
- 街裏ぴんくの漫談穴 『HoubeN』vol.1〜2 - 2020年11月4日[53][54]、2021年3月16日[55][56]、新宿バティオス
- 第八回 街裏ぴんく漫談独演会『母の体から明転飛び出し、逮捕キッカケで完全暗転』 -  2020年12月27日 渋谷区文化総合センター大和田 さくらホール[57]
- 街裏ぴんくの漫談ショー大阪SP『芸人』 - 2021年1月23日、サンケイホールブリーゼ[58]
- 第九回 街裏ぴんく漫談独演会 『官能曼壇』-  2021年8月20日 渋谷区文化総合センター大和田 伝承ホール／9月4日 堺市立東文化会館 メインホール[59]
- 第十回 街裏ぴんく漫談独演会『hardliquor』 - 2021年11月20日、渋谷区文化総合センター大和田 伝承ホール[60]
- 第十一回 街裏ぴんく漫談独演会 『戻れ、みんな待ってる』 - 2022年2月17日、座・高円寺2[61]
- 第十二回 街裏ぴんく漫談独演会『みそ汁おめでとう』 - 2022年5月13日、武蔵野公会堂[62]
- 男性客限定ライブ『Danci Danci Revolution』 - 2022年10月19日、新宿バティオス[63][64]
- 第十三回 街裏ぴんく漫談独演会『東幻京』 - 2022年11月12日、渋谷区文化総合センター大和田 伝承ホール[65][66]
- 街裏ぴんく漫談独演会『べすとおぶぴんく』in OKINAWA - 2023年2月19日、沖縄Output[67][68]（沖縄Output主催）
- 第十四回 街裏ぴんく漫談独演会『六人のマーチ』 - 2023年3月18日、座・高円寺2[69]
- 第十五回 街裏ぴんく漫談独演会『Little theateR』 - 2023年6月24日、雷5656会館 ときわホール[70]
- 漫談×ジャズピアノ『PINK × PIANO』- 2023年7月9日、APIA40[71]
- 第十六回 街裏ぴんく漫談独演会『体験過多、お前もか』 - 2023年9月10日、渋谷区文化総合センター大和田 伝承ホール／9月21日、道頓堀 ZAZA HOUSE[72]
- 街裏ぴんく漫談独演会『べすとおぶぴんく』in 大阪 - 2023年11月11日、楽屋A（楽屋A主催）
- 街裏ぴんくの新作漫談会「恍惚ファットボーイ」-2023年11月18日、11月19日、西新宿ナルゲキ
- 街裏ぴんく漫談独演会『べすとおぶぴんく』in 石川 - 2024年4月20日、 北國新聞赤羽ホール[73]（北國芸術振興財団主催）
- 第十七回街裏ぴんく漫談独演会『一人』-2024年5月19日、なかのZERO 小ホール／5月25日扇町ミュージアムキューブ CUBE01
- 街裏ぴんく漫談独演会日本10大ツアー『信じてもらえない男』[74] - ①【沖縄】2024年10月11日 沖縄Output  ②【札幌】10月19日 演劇専用小劇場BLOCH ③【仙台】10月20日 誰も知らない劇場 ④【大阪】11月3日 扇町ミュージアムキューブ CUBE 01 ⑤【名古屋】11月10日 七ツ寺 共同スタジオ ⑥【広島】11月16日 ライブハウスLeo ⑦【愛媛】11月24日 THEATER NEST ⑧【新潟】12月7日 新潟古町えんとつシアター ⑨【福岡】12月15日 ぽんプラザホール ⑩【東京】12月20日 なかのZERO 小ホール
- 3本立てライブ『街裏ぴんくの新しい一日』-(第一部 こわい漫談　第二部 うける児談　第三部 あるく街談)2025年3月30日、ばぐちか
- 街裏ぴんく新作漫談会『壇』-2025年5月2日、6月5日、7月6日、8月7日、ユーロライブ[75]

### 演劇
- 北斗の拳 -世紀末ザコ伝説-（2017年9月6日～10日、東京・シアターGロッソ）[76]
- 鍵泥棒のメソッド→リブート（2024年1月11日〜21日、本多劇場／1月27日 、森ノ宮ピロティホール ）[77]
- ゾンビフェス THE END OF SUMMER 2025（2025年10月16日〈予定〉、CBGKシブゲキ!!）[78]

### その他ライブ
- 『TOKYO散歩道』-2013年10月26日〜不定期開催　大陸とのツーマン。全て嘘の観光案内
- 『YATSUI FESTIVAL!』-2014年より毎年出演
- 『キカセヤ』太田王子、オッパショ石広田との３マントークライブ- 2014年10月13日より不定期開催　シモキタオープンイノベーション、都電荒川線貸切、ほか
- 『すだちマッカーサーYes！』 『まいど！すだちひさこ』サツマカワRPG、Yes!アキト、スーパー3助、小林ぼっち、どんぐりたけし、ヒコロヒー、ダイス、TEAM近藤ほか とのユニットライブ-2016年6月5日〜2019年2月18日までほぼ毎月開催、以後不定期開催　チャラデ阿佐ヶ谷、新宿Fu-、よしもと∞ドーム
- 『功太とぴんく』中山功太との２マンライブ[79]- 2018年6月より不定期開催　Naked Loft、道楽亭、梅田Lateral ほか
- 『しゃばぴん』『ダイダイショー』しゃばぞうとの二人会、2023年3月11日よりウメを正式に迎え三人会にリニューアル-2018年11月9日より不定期開催、東京・道楽亭ほか
- トーク＆ラブ 『俺もいつかは性満鬼』ワンマントークライブ- 2019年5月より月2回開催　Nakano Space Q、7月より2020年1月まで月1回開催　10°CAFE
- 『芸人さんと落語家さん〜街裏ぴんく編〜』立川吉笑主催ライブのゲスト-2020年1月22日、シアター新宿スターフィールド
- 『DISTANCE -TOUR』-[80]2020年8月6日、本多劇場
- 『ケラリーノ・サンドロヴィッチ・ミューヂック・アワー 2022』[81]ゲスト-2022年6月24日、新宿LOFT
- 『ななまんざい』吉本興業所属・ななまがり主催ライブのゲスト-2023年1月9日、紀伊國屋サザンシアター[82][83]
- 『ぴんサツ!』ケイダッシュステージ所属・サツマカワRPGとのツーマンライブ-2023年4月28日、なかのZERO小ホール[84]
- 『VALE TUDO QUATRO』　スカートとのツーマンライブ-2023年5月8日、東京・渋谷CLUB QUATTRO／5月16日、大阪・梅田CLUB QUATTRO、『VALE TUDO QUATRO＃2』-2024年7月23日、大阪・梅田CLUB QUATTRO／7月24日、愛知、名古屋CLUB QUATTRO 、8月5日、東京・渋谷CLUB QUATTRO[85]
- 『タイタンライブ』ゲスト-2023年8月25日、時事通信ホール　全国の映画館25館で「爆笑問題withタイタンシネマライブ」と題し同時生中継[86]
- 『SPOOKY PUMPKIN 2023 〜PURO ALL NIGHT HALLOWEEN PARTY〜』ゲスト-2023年10月28日、サンリオピューロランド[87]
- 『こたけぴんくの漫漫漫』『街裏こたけの東京漫談倶楽部』こたけ正義感・ゲストとの漫談ライブ-2024年5月12日、西新宿ナルゲキ／2024年10月3日、角筈区民ホール／2025年2月18日、 角筈区民ホール (タイトルリニューアル)
- 『さのみきひと 全国ツアー Fiction / Cave / Smile』ゲスト-2024年6月4日、東京・下北沢SPREAD
- 『街裏ぴんく×加藤ミリガン 漫談二人会　浮遊学』-2025年2月4日、新宿バティオス

## 出演（メディア）

### テレビ番組
- R-1グランプリ
  - 2017年大会（東京予選）準々決勝進出[88]
  - 2019年大会　準決勝進出[89]
  - 2024年大会（2024年3月9日、関西テレビ、フジテレビ系）　優勝[90][91]
- 冗談騎士（2017年4月4日 - 、BSフジ） - レギュラー[92]
- 冗談手帖（2017年7月12日、BSフジ）[93]
- ザキとロバ（第２回名前負け芸人選手権をやっちゃおう！後編）（2017年8月24日、メ～テレ）
- ダウンタウンのガキの使いやあらへんで！（2018年1月28日、日本テレビ）
- オールスター後夜祭（2018年10月7日[94]、2024年4月6日[95] 2024年10月5日、TBS）
- 爆笑！スライダー（2018年10月15日 - 、TBS）
- 桃色つるべ（2019年8月23日[96]、関西テレビ）
- 有田ジェネレーション（2020年1月20日[97]、TBS）
- マヂカルクリエイターズ 2（2022年2月8日、テレビ東京）
- キャラダチミュージアム～MoCA～（2022年9月18日、12月4日、フジテレビ）
- 千原ジュニアのヘベレケ（2022年10月18日、10月25日、東海テレビ）
- フリースタイルティーチャー（2022年11月8日 - 、テレビ朝日）
- にちようチャップリン（2022年12月10日、2024年12月14日、12月21日、2025年4月12日[98]、テレビ東京）
- 提供ハリウッドザコシショウ（2023年12月31日、tvk）
- ENGEIグランドスラム LIVE（2024年3月9日、フジテレビ）
- 千鳥のクセスゴ！（2024年4月28日、7月28日、2025年2月2日、2025年3月2日、フジテレビ）
- 土曜はナニする!?（2024年3月20日、2025年3月8日、関西テレビ、フジテレビ系）
- 太田上田（2024年5月7日、中京テレビ）
- 街裏ぴんくの職業・漫談家　絶対おもろいって言わせたんねん！[99]（2024年6月23日、関西テレビ、フジテレビ系）
- マネー・ザ・ギャザリング（2024年6月29日、フジテレビ）
- 水曜日のダウンタウン（2024年7月10日、8月14日、TBS）
- ゴッドタン（2024年7月27日、テレビ東京）[100]
- ApartmentB(2024年5月8日〜9月18日、日本テレビ)- レギュラー
- さんまのお笑い向上委員会(2024年9月21日、28日、フジテレビ)
- 陣内バカリの最強ピンネタSP(2024年9月24日、2025年2月16日、関西テレビ、フジテレビ系）
- お笑いの日2024(2024年10月12日、TBS）[101]
- 八千代コースター（2024年11月16日、NST新潟総合テレビ）[102]
- 新春！爆笑ヒットパレード(2025年1月1日、フジテレビ)[103]
- よ〜いドン！(2025年1月15日、関西テレビ）
- 千原ジュニアの座王(2024年3月22日、4月12日、2025年2月14日、2月28日、5月2日、)
- 冠ザコシの冠冠大冠(2025年2月22日、静岡放送)

### ドラマ
- ヤメゴク ～ヤクザやめて頂きます～（2015年、TBS）
- 雨が降ると君は優しい 第1話（2017年9月16日、Hulu） - 裸の男 役[104]
- 孤独のグルメ配信オリジナル2 五郎、芸人まみれ（2023年3月27日、U-NEXT / Lemino）[105]
- 姪のメイ 冬キャンプ編（2024年3月18日 - 20日、YouTube、福島テレビほか）- 西畑章三 役[106]
- 藤子・F・不二雄 SF短編ドラマ シーズン2「いけにえ」（2024年5月26日、NHK BS）[107] - 黒スーツの男 役
- 仮面ライダーガヴ 第23話・第24話（2025年2月16日・23日、テレビ朝日） - 焼肉屋大将 役[108]

### ラジオ番組
- 爆笑問題カーボーイ（2017年8月22日[109]・2023年8月8日[110]、TBSラジオ）
- マイナビ Laughter Night（2017年3月25日[111]・8月11日[112]・11月24日[113]・12月22日[114]、2018年1月12日[115]・6月22日[116]・8月31日[117]・9月21日[118]・11月23日[119]、2019年3月1日[120]・10月25日[121]、TBSラジオ）
- MBSヤングタウン日曜日（2019年3月24日[122]、MBSラジオ）
- 街裏ぴんくのラジオ漫談ショー！（2021年9月12日[123]、ABCラジオ）
- CC☆STATION（2022年1月11日から毎月第2火曜日　忘れる。とレギュラー出演、FM那覇）[124]
- 街裏ぴんくのもう離さないもん最終回スペシャル（2022年5月15日[125]、TBSラジオ）
- 脳盗 (2023年5月14日[126]、6月11日、TBSラジオ）
- 笑門福キター‼︎ コエバラ2024 (2024年1月1日、NACK5) - 斉藤リョーツ、くまりえ。とともにメインパーソナリティを担当[127]
- TOKYO SPEAKEASY（2024年3月12日、JFN系列）[128]-ルシファー吉岡と共演
- とうとうバレた？街裏ぴんくの初期メンバーなんですよ！(2024年4月7日、14日 、朝日放送ラジオ )[129]
- 街裏ぴんくのオールナイトニッポン0(2024年4月20日、ニッポン放送)[130]
- 街裏ぴんくは嘘つかない！(2024年11月16日、朝日放送ラジオ)
- ヤーレンズのダダダ団!(2024年12月2日 - 、朝日放送ラジオ) - 準レギュラー
- 街裏ぴんくの今夜なに色？(2025年4月26日、朝日放送ラジオ)[131]
- 真打ち競演(2025年5月17日、NHKラジオ第1放送)
- 街裏ぴんくのウソから出た金言(2025年7月2日 - 、ラジオ大阪) - レギュラー[132]

### ネット配信番組
- ライブ de フォーチュン・街裏ぴんくのおしゃべり桃源郷（2018年4月 -2018年6月26日、占いTV[133]）
- 静香とカンパイ〜あなたのお隣、お邪魔します（2018年9月28日、AGARUTV[134])
- 街裏ぴんくのガンタレ生配信（2020年4月28日-2021年12月30日、YouTube）
- チャンスの時間（2021年3月10日、AbemaTV）
- 街裏ぴんくの漫談生配信（2022年1月6日-2023年6月1日、YouTube）
- スピードワゴンの月曜The NIGHT（2022年2月8日、ABEMA）
- ひ～！ひ～！ふ～！（2022年8月24日〜、AmazonPrimeVideo）
- 街裏ぴんくの漫談ショッピング(2022年7月13日、7月22日、8月17日、8月24日、8月31日、9月30日、10月7日、10月19日、宝島チャンネルライブ[135])
- おかのさんといっしょ（2022年11月1日〜#15〜、AmazonPrimeVideo 「V☆パラTVプラス」チャンネル）
- ぴんく・ゆる〜く・ミュージック（2022年12月6日〜毎週、YouTube「苦肉祭チャンネル」）
- R-1グランプリ王者・街裏ぴんく 24時間密着ドキュメント（2024年3月17日、YouTube「R-1グランプリ（公式）」）

### ネットラジオ
- 街裏ぴんくのラジオ漫談「UチューダイセンSO」→「ラジオ・イノシシ」→「さっきまで寝てました！」（2019年6月2日〜 -Radiotalk）[136][21]
- 逆襲ザコシのチョゲチョゲPARK（2020年11月13日〜、AuDee）
- 街裏ぴんくのホンマにすいません（2022年11月5日、11月19日 、GERA）[137]
- 虚史平成（2023年7月21日〜毎週 、TBS Podcast）[35]。
- 街裏ぴんく×スカート澤部渡　ビッグビューティー （2024年5月17日〜全13回放送、GERA）[138]

### 映画
- 『DEATH DAYS』（短編映画、2021年12月29日24:00〜、MOSS YouTubeチャンネルで公開[139]、3月12日より渋谷シネクイント他全国順次公開[140]）
- 『裏表紙』(2023年春公開　監督：川元文太(ダブルブッキング))

### オリジナルビデオ
- 下町任侠伝 鷹7（2023年1月25日、ライツキューブ） - ジロー役

### CM
- 年末ジャンボ宝くじ『年末ショーで宝くじ』篇（2019年11月8日〜）
- 株式会社ファミリーマート・ファミペイ[141]（2021年2月6日〜）
- 明治プロビオヨーグルトR-1(2024年7月26日〜)

### MV
- 『OUR COMEDY』Dr.マキダシfeat. OSCA ,サイプレス上野[142] （2022年10月21日）
- 『自遊空間』GADORO[143] （2024年7月12日）
- 『One Heart』新しい学校のリーダーズ(2025年3月13日)

### ディスコグラフィ
- 『マジウゲランニャマ〜／さっぴ&ぴっぴ』(2021年4月1日 テイチクエンタテインメント)奥森皐月とのデュエット[144][145]
- 『らりるれローテーション／らりるれローテーションズ』(2023年7月19日　ビクターエンタテインメント)、メンバーは 片桐仁、松田杏咲、街裏ぴんく、ちびシャトル、パーツイシバ[146]。

### 参加楽曲
- GADORO『自遊空間 Remix feat. FORK(ICE BAHN), ポチョムキン(餓鬼レンジャー) & 街裏ぴんく』(2025年7月2日 FOUR MUD ARROWS)[147]

### 書籍
- 『虚史平成』(株式会社シーディージャーナル刊、発売日2024年10月31日 、ISBN-10 4909774300)[148]